# Maria Malicka (joueuse d'échecs)
Pour les articles homonymes, voir Maria Malicka.
Maria Malicka est une joueuse d'échecs polonaise née le 13 avril 2003. Elle a le titre de maître de la Fédération internationale des échecs (titre mixte) depuis 2020 et est médaillée d'argent à l'Olympiade d'échecs de 2022.
Au 1er août 2022, elle est la neuvième joueuse polonaise et la treizième juniore (moins de 20 ans) mondiale avec un classement Elo de 2 351 points.

## Biographie et carrière
Maria Malicka a remporté la médaille d'argent à l'Olympiade d'échecs de 2022 au quatrième échiquier dans la compétition des équipes féminines avec une performance Elo de 2 453 points.
En 2021, Maria Malicka remporta le championnat de Pologne junior féminin (filles de moins de 20 ans) avec 8,5 points sur 9. En 2022, elle  finit troisième du championnat de Pologne (adulte) féminin,.